# Consejería de Hacienda y Financiación Europea de la Junta de Andalucía
La Consejería de Hacienda y Financiación Europea fue el departamento de la Junta de Andalucía encargado de las competencias autonómicas en materia de hacienda pública; fondos estructurales, de cohesión y otros fondos comunitarios; política tributaria, presupuestaria, tesorería y deuda pública; financiación autonómica y local; juego; fundaciones; gestión del patrimonio de la Junta; contratación pública y energía, materia esta última cuyas competencias compartió con la Consejería de la Presidencia, Administración Pública e Interior.
Recibió este nombre entre el 3 de septiembre de 2020, durante la XI legislatura (2019-2022), y el 26 de julio de 2022, cuando fue disuelta al inicio de la XII legislatura (2022-2026).
El titular de la consejería y máximo responsable fue Juan Bravo Baena y tuvo su sede en la calle Johannes Kepler, 1, en la isla de La Cartuja (Sevilla).

## Estructura

### Entes adscritos a la Consejería
Se hallan adscritas a la Consejería las siguientes entidades instrumentales:
- Agencia Tributaria de Andalucía.
- Fundación Pública Andaluza Instituto de Estudios sobre la Hacienda Pública de Andalucía.
- Cetursa Sierra Nevada, S.A.
- Aparthotel Trevenque, S.A.
- Verificaciones Industriales de Andalucía, S.A. (VEIASA).
- Agencia Andaluza de la Energía  (también adscrita a la Consejería de la Presidencia, Administración Pública e Interior).
- Tribunal Administrativo de Recursos Contractuales de la Junta de Andalucía.